# النادي الثقافي العربي
النَّادِي الثَّقَافِي العَرَبِي هُو نَّادِي ثقافِي لُبنَانِي. تأَسَّس النَّادِي فِي مدِينة بيرُوت عاصِمَة الجُمهُورِيَّة اللُّبنَانِيَّة عام 1944 على يد نُخبة فِكرِيَّة مِن اللُّبنانِيِّين وهُم ندِيم دِمشقِيَّة وفُؤَاد سلِيم سعَد ورامِز شحادَّة؛ بِهدف الإِسهام فِي الحياة الثَّقافِيَّة اللُّبنانِيَّة والعربِيَّة وتنشِيطها. ومِن أَهم مُنجزات النَّادِي الثَّقَافِي العَرَبِي تأسِيس معرِض بيرُوت العرَبِي الدُّوَلِي لِلكِتَاب؛ أَوَّل معرِض لِلكِتَاب فِي العالَم العرَبِي؛ بِالإِضَافَة إِلَى العدِيد مِن الإِصدارات والمُؤَلَّفات والمُحاضرات والنَّدوات فِي المجالَات العِلمِيَّة والأَدبِيَّة والفَنِّيَّة والاِجتِماعِيَّة ونحوُها مِن المجالَات الَّتِي تُعنى بالشَّأن الثَّقَافِي.

## اُنظُر أَيضاً
- عاصِمة الثَّقافة العرَبِيَّة.
- عاصِمة الكِتاب العالَمِيَّة.
- معرِض بيرُوت العرَبِي الدُّوَلِي لِلكِتَاب.

## وُصلات خارجيّة
- الصَّفحة الرّسميّة لِلنَّادِي الثَّقَافِي العَرَبِي.

## مَراجع
1. ↑  "النَّادِي الثَّقَافِي العَرَبِي فِي سُطُور" © النَّادِي الثَّقَافِي العَرَبِي. نسخة محفوظة 23 أغسطس 2018 على موقع واي باك مشين.